# Revilla de Collazos
Revilla de Collazos is een gemeente in de Spaanse provincie Palencia in de regio Castilië en León met een oppervlakte van 20,56 km². Revilla de Collazos telt 76 inwoners (1 januari 2016).

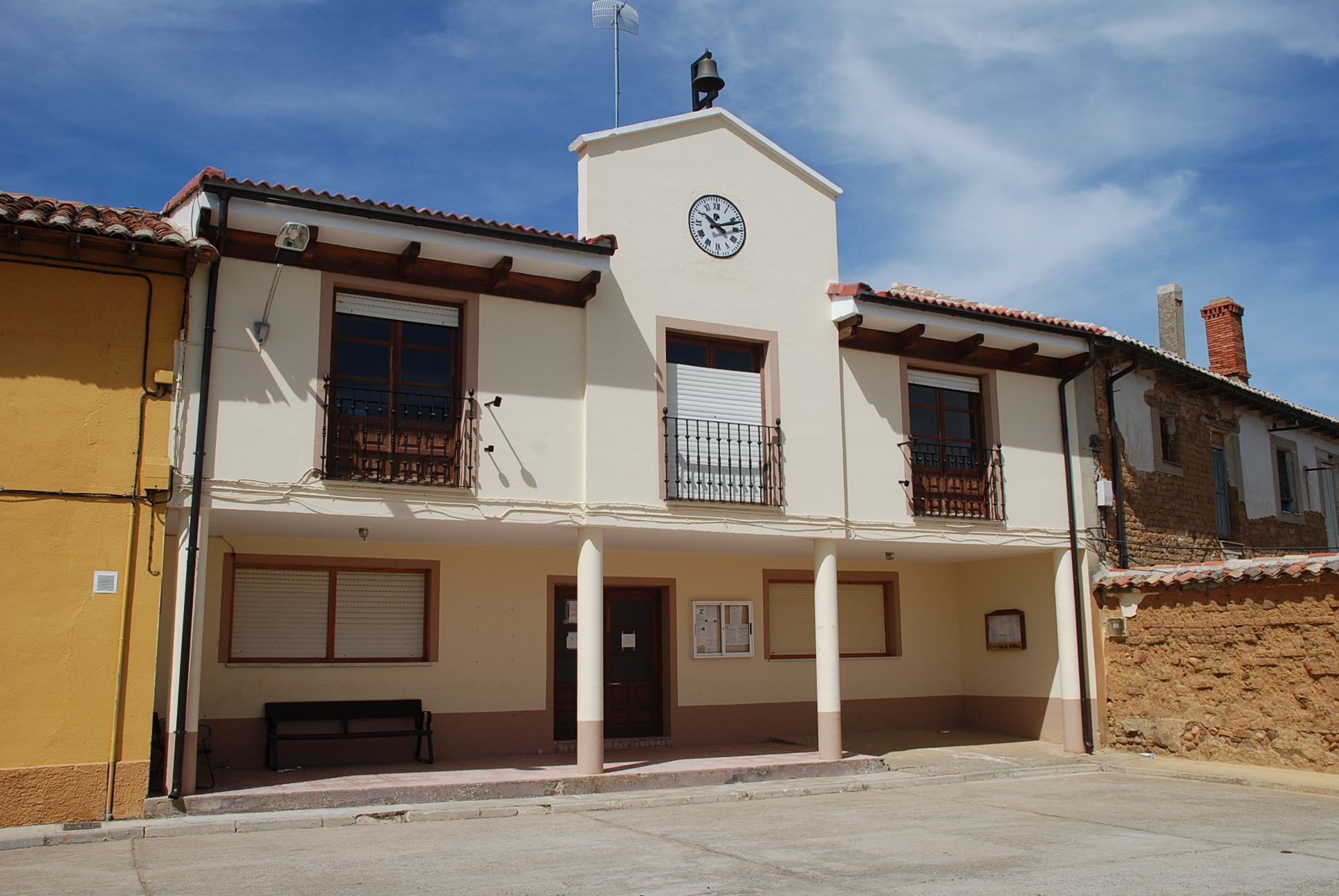
Gemeentehuis
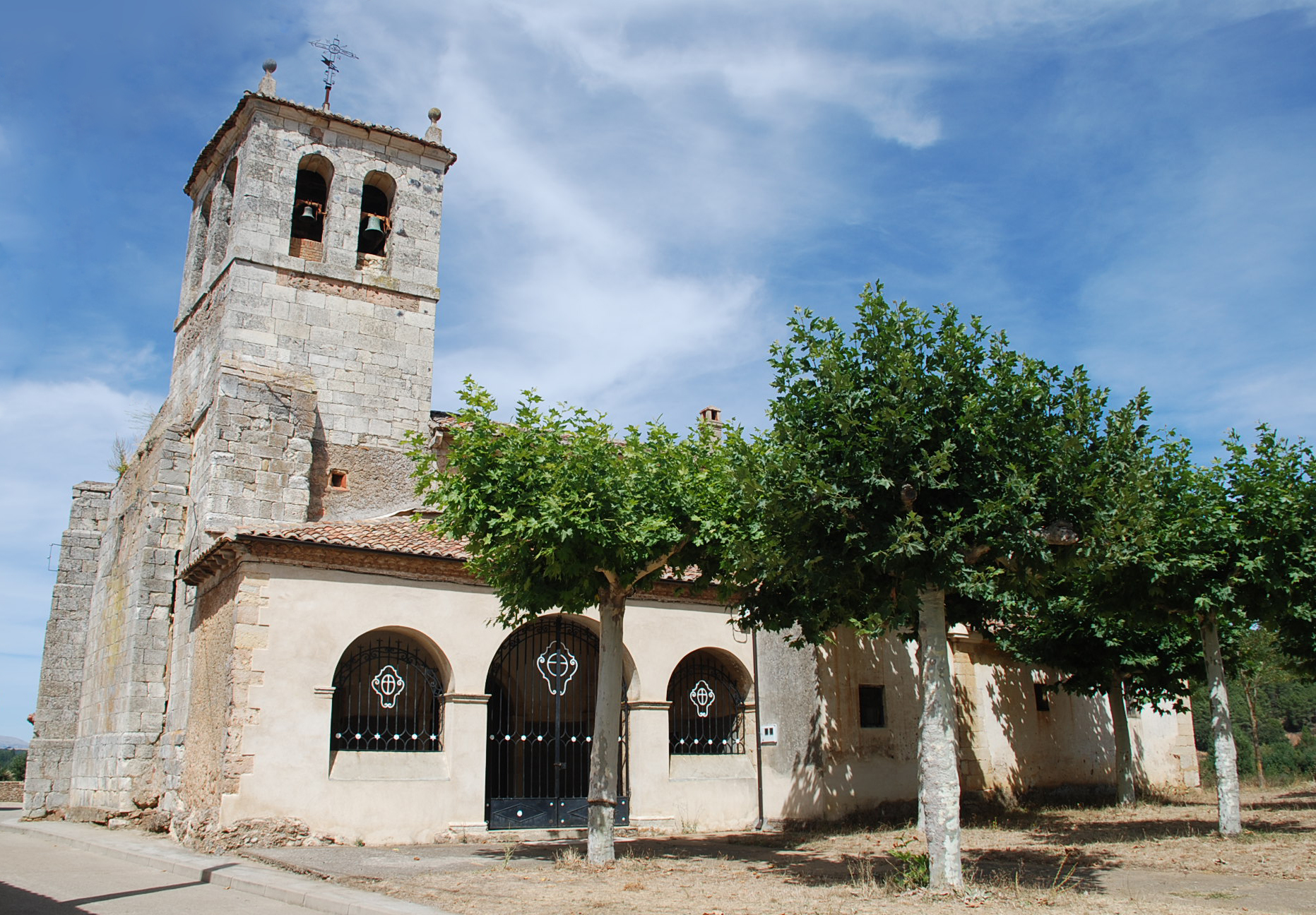
Kerk van San Andrés

## Demografische ontwikkeling
Bron: INE, 1857-2011: volkstellingen